# Gynoplistia (Gynoplistia) quagga
Gynoplistia (Gynoplistia) quagga is een tweevleugelige uit de familie steltmuggen (Limoniidae). De soort komt voor in het Australaziatisch gebied.